# The Main Event (película de 1927)
The Main Event es una película dramática muda estadounidense de 1927, dirigida por William K. Howard y protagonizada por Vera Reynolds. Fue producida por Cecil B. DeMille y distribuida a través de Pathé Exchange.

## Reparto
- Vera Reynolds - Glory Frayne
- Rudolph Schildkraut - Regan Sr.
- Julia Faye - Margie
- Charles Delaney - Johnnie Regan
- Robert Armstrong - Red Lucas
- Ernie Adams - Slug-nutty fighter